# Валрам (Юлих)
Валрам фон Юлих (на немски: Walram von Jülich, * 1240/45, † 1297) е от 1278 г. до смъртта си граф на Юлих.

## Биография
Той е вторият син на граф Вилхелм IV фон Юлих († 1278) и Маргарета фон Гелдерн († пр. 1251), дъщеря на граф Герхард IV.
Валрам е определен за духовна кариера и пробст в Аахен. През 1278 г. и по-големият му брат Вилхелм V са убити и Валрам поема наследството на графството. През 1288 г. в битката при Воринген той пленява Зигфрид, архиепископа на Кьолн. Спечелва Цюлпих. Със съседите си води борби.
Наследява го по-малкият му брат Герхард V.

## Фамилия
Валрам се жени през 1296 г. за Мария от Брабант († 1330), дъщеря на Готфрид от Арсхот. Те имат един син:
- Вилхелм (1297/98 – 31 октомври 1311), каноник на Св. Мариан в Аахен.